# Église Saint-Quentin de Salouël
L'église Saint-Quentin de Salouël est située à Salouël, dans le département de la Somme, dans la Communauté d'agglomération Amiens Métropole.

## Historique
L'église Saint-Quentin de Salouël a été construite au début du XVIIe siècle et a subi plusieurs restaurations à la fin du XIXe et au début du XXe siècles. Le nombre d'inhumations dans l'église laisse a penser que l'édifice a pu être la chapelle du manoir voisin.

## Caractéristiques
Cette église de dimensions modestes a été construite en pierre calcaire sur un solin de brique, elle est couverte d'ardoises. Elle se compose d'une nef unique et d'un chevet polygonal. Un contrefort marque la limite de la nef qui est plus large que le chœur. Le clocher surmonte le pignon occidental, contrebuté par des contreforts en brique. Le portail en brique est surmonté d'une croix. Plusieurs remaniements laissent apparaître des traces de portes murées. Sur le mur sud de l'église se trouve un tombeau à épitaphe.

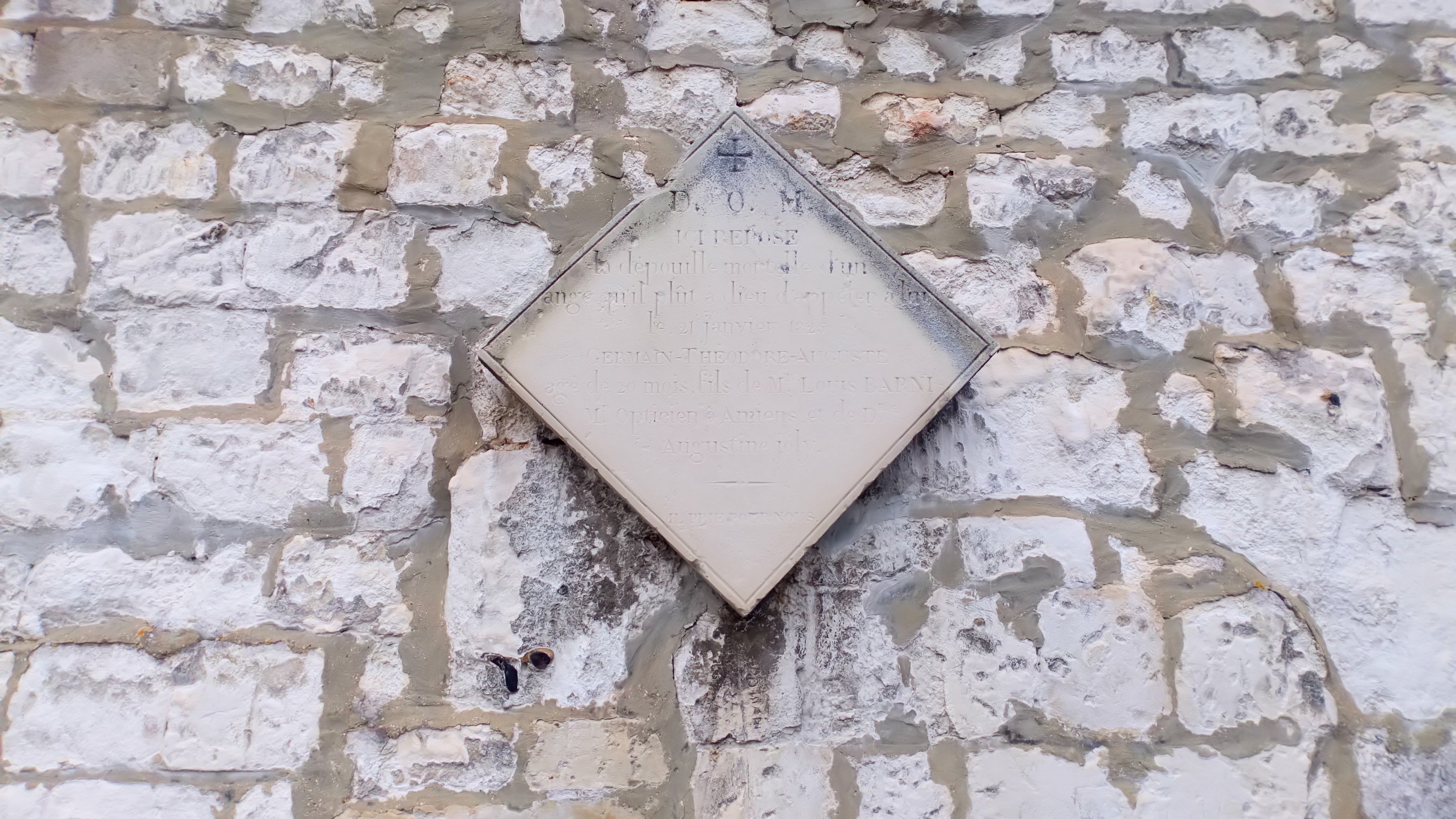
Épitaphe d'un tombeau, sauvegardé sur le mur de l'église.